# Piz Sagliains
De Piz Sagliains is een berg in de Silvretta en ligt geheel in het Zwitserse kanton Graubünden.
De Piz Sagliains vormt de verbinding tussen Piz Linard in het zuiden, en de Piz Zadrell en de Plattenhörner in het noordwesten. De berg wordt gevormd door een lange, van noord naar zuid verlopende de graat, die aan beide kanten steil afloopt; in het westen naar het Val Sagliains en in het oosten naar het Val Lavinuoz. Op de flanken bevinden zich twee kleine gletsjers, op de noordwestelijke flank de Vadret Sagliains en op de oostelijke flank de Mutanellasgletsjer.
De meeste beklimming van de berg gaan via de Vadret Sagliains en de noordwest graat naar de top. Andere mogelijkheden zijn om via de zuidwestgraat en de Fuorcla dal Linard te gaan, of door de westwand of de zuidoostwand omhoog te klimmen.